# Oneota

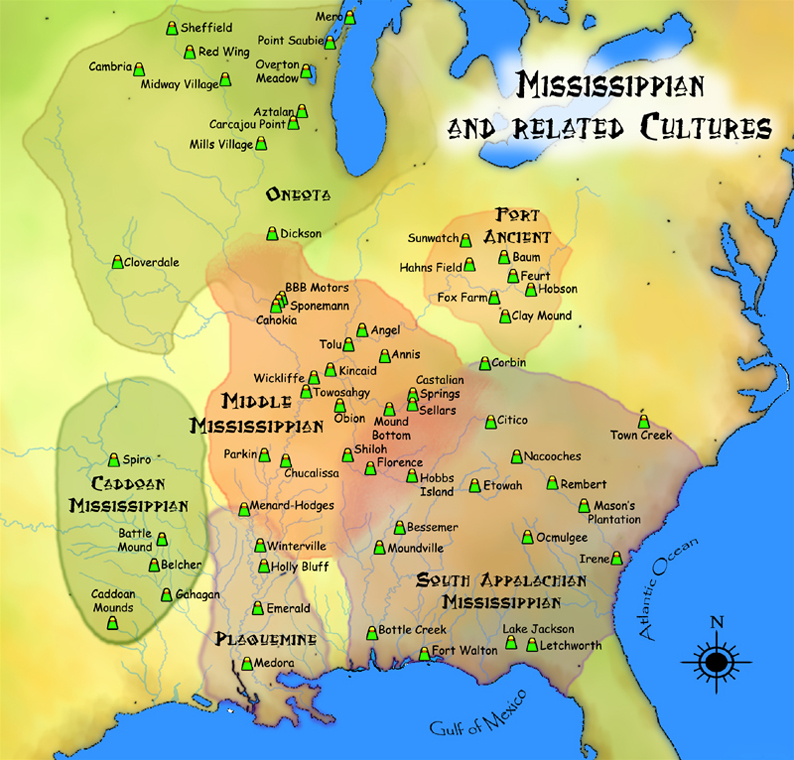
Mappa che mostra le aree approssimative di sviluppo di varie culture del Mississippi e correlate, fra cui quella Oneota.

Con il termine Oneota ci si riferisce ad una cultura che è esistita nel nord America all'incirca fra il 1000 e il 1650 d.C. Siti Oneota sono stati identificati in una vasta area del Midwest che comprende gli stati di Iowa, Illinois, Wisconsin, Kansas, Missouri, Nebraska e Sud Dakota e nella parte sud-est dello stato di Manitoba in Canada.
Secondo la convenzione proposta nel 1958 dai due archeologi Gordon Willey e Philip Phillips per i periodi archeologici americani, la cultura Oneota appartiene alla fase formativa.

## Etimologia
L'utilizzo del termine Oneota in archeologia risale agli inizi del '900, quando esso fu usato dall'archeologo americano Charles Keyes in riferimento a delle ceramiche scoperte dall'archeologo Ellison Orr nel nord-est dello Iowa, lungo il corso del fiume Iowa Superiore, che era chiamato al tempo Oneota, in quanto lungo il suo corso vi sono importanti affioramenti di una formazione geologica detta appunto Oneota dolomite.

## Storia
La provenienza della cultura Oneota è tuttora incerta ed esistono pertanto diverse teorie. Una di queste ipotizza una discendenza dalla cultura di Cahokia. Questa è stato il più grande e più influente insediamento urbano nella cultura del Mississippi ed ha avuto il suo apice fra il 1050 ed il 1100 dC. Intorno al 1150, per ragioni ignote, essa cominciò a declinare. Alcuni ritengono appunto che nella migrazione delle persone che abbandonavano Cahokia si possa trovare l'origine della cultura Oneota. Altri suggeriscono che Oneota e Cahokia erano entità distinte, ma che derivano da una cultura ancestrale comune di matrice Woodland. Altri ancora credono che la cultura Oneota si sia evoluta da culture indigene Woodland della alta valle del Mississippi con influenze da gruppi della cultura del Mississippi. Come detto non vi è ancora alcuna soluzione a questo problema, e fino a quando non emergeranno ulteriori prove e informazioni, l'argomento è destinato a rimanere irrisolto.

### Orizzonti e Fasi
La tassonomia della cultura Oneota fa ricorso a due concetti che sono stati chiamati Orizzonti e Fasi.
- una fase è una raggruppamento di materiali che presenta caratteristiche particolari che sono specifici di un determinato periodo di tempo in un ambito geografico relativamente ristretto. Le fasi sono pertanto diverse in regioni diverse.
- un orizzonte è un raggruppamento di materiali che compare entro un periodo di tempo definito, ma che comprende e attraversa fasi geografiche locali. Gli orizzonti possono pertanto essere comuni a più regioni.

Orizzonti
Una suddivisione generalmente accettata è la seguente:
- Emergente: fino al 1000 d.C. È la fase nascente della cultura Oneota, una fase di transizione dalle culture precedenti con lievi modificazioni. Le ceramiche sono poco decorate e prive di manici. Siti appartenenti a questo periodo si trovano nel Wisconsin orientale (ad esempio Carcajou Point e Crab Apple Point nei pressi del Lago Koshkonong nella contea di Jefferson). Non ci sono siti in Iowa.[5]
- Sviluppo: dal 1000 al 1350 d.C. È caratterizzato da insediamenti abbastanza grandi posti lungo il corso di fiumi e abitati per lunghi periodi. La coltivazione del mais diviene più importante che in precedenza e inizia la coltivazione dei fagioli. I vasi in ceramica presentano dei bordi con orlo e compaio i manici attaccati all'orlo. Siti rappresentativi di questo orizzonte sono quelli di Correctionville, Moingona e Burlington in Iowa[5] e quelli di Crescent Bay Hunt Club (nei pressi del lago Koshkonong), Pipe e Winnebago Heights (nei pressi del Lago Winnebago) in Wisconsin.[6]
- Classico: dal 1350 al 1650 d.C. È il periodo della vasta distribuzione sul territorio della cultura Oneota che si va a concentrare in regioni specifiche. Si ha uno sviluppo intensivo delle coltivazioni con grande scambio di materiali quali rame, catlinite, scapole di bisonte, conchiglie e ceramiche. Le prime ceramiche presentano zone con i bordi punteggiati, rimpiazzate più tardi da zone a punteggiatura piena. I manici sono più larghi e attaccati al bordo dei vasi. Diventano comuni strumenti quali i raschietti e zappe fatte con scapole di bisonte. L'uso del rame e della catlinite si va intensificando dopo il 1500. Appartengono a questo orizzonte, ad esempio, i siti di Dixon nella contea di Woodbury e di Wever Terrace nella contea di Lee, in Iowa[5] e di Tremaine, presso La Crosse e Porte Des Morts nella contea di Door in Wisconsin.[6]
- Storico: dopo il 1650 d.C. Questo orizzonte, relativo al periodo successivo al contatto con gli europei, è generalmente poco conosciuto. Nei siti appartenenti a questa categoria si nota la presenza di oggetti di derivazione europea che rimpiazzano la tecnologia nativa, oggetti relativi al commercio di pelli, effetti di un progressivo depopolamento. Ricadono in questa classe i siti di Blood Run nella contea di Lyon, Gillette Grove nella Contea di Clay e Milford nella contea di Dickinson in Iowa.[5] Nel Wisconsin si trovano vari siti di questo orizzonte fra cui quello di McCauley (presso la foce del Fox River in Oshkosh, Doty Island, White Crow (nel più ampio sito di Carcajou)[6] ed il sito di Utz nella Contea di Saline.[7]

## Cultura
L'elemento più distintivo della cultura Oneota sono le ceramiche. I vasi hanno di solito una forma di globo ellittico con la base arrotondata con un bordo superiore rovesciato o con manici a forma di stretto anello. Le decorazioni sono spesso di tipo geometrico con tratti paralleli più larghi che profondi. Decorazioni si trovano talvolta anche sui manici. Il tema della forma a "virgolette" («) compare con una certa frequenza.